# Vespoidea
Vespoidea je nadfamilija osa u redu Hymenoptera. Vespoidea obuhvata ose sa velikim varijetetom životnih stilova uključujući eusocijalne, društvene i usamljeničke navike, predatore, čistače, parazitoide i neke biljojede.

## Opis
Ženke vespoidne ose imaju antene sa 10 flagelomera, dok mužjaci imaju 11 flagelomera. Ivica pronotuma dostiže ili prolazi kroz tegulu. Mnoge vrste pokazuju izvesni nivo polnog dimorfizma. Većina vrsta ima potpuno razvijena krila, ali neke imaju smanjena ili odsutna krila kod jednog ili oba pola. Kao i kod drugih Aculeata, samo su ženke sposobne da ubodu.

## Spoljašnje veze
- Mediji vezani za članak Vespoidea na Vikimedijinoj ostavi